# Paul MacDonald
Paul MacDonald, född den 8 januari 1960 i Auckland, Nya Zeeland, är en nyzeeländsk kanotist.
Han tog OS-guld i K-2 500 meter och OS-guld i K-4 1000 meter i samband med de olympiska kanottävlingarna 1984 i Los Angeles.
Han tog OS-guld i K-2 500 meter, OS-silver i K-2 1000 meter och OS-brons i K-1 500 meter i samband med de olympiska kanottävlingarna 1988 i Seoul.